# Mitsubishi ML-8000
De ML-8000 is een door het Japanse Mitsubishi ontwikkelde homecomputer conform de MSX-computerstandaard. De ML-8000 werd op 21 oktober 1983 in Japan geïntroduceerd, en is de eerste commerciële MSX die voor consumenten verkrijgbaar was.

## Omschrijving
Alle computerelektronica is ondergebracht in een uit één stuk bestaande computerbehuizing met een geïntegreerd toetsenbord. Het toetsenbord bevat verder een afzonderlijke blok cursortoetsen. Mitsubishi verkocht een optioneel numeriek toetsenblok met 20 toetsen voor hexadecimale invoer.
De kleur van de behuizing is grijs met zwart en het toetsenbord heeft witte met blauwe toetsen. De computer beschikt aan de bovenzijde over slechts één cartridgesleuf, terwijl de joystick-aansluitingen zich aan de rechterzijde bevinden. De ML-8000 beschikt niet over een ingebouwd diskettestation.

## Technische specificaties
Processor
- NEC D780C-1, een Zilog Z80A-kloon met een kloksnelheid van 3,58 MHz (NTSC).

Geheugen
- ROM: 32 kB (MSX BASIC versie 1.0)
- RAM: 32 kB
- VRAM: 16 kB

Weergave
- VDP Texas Instruments TMS9918A
- tekst: 32×24, 40×24 en 8×6 (karakters per regel × regel)
- grafisch: resolutie maximaal 256 × 192 beeldpunten
- kleuren: 16 maximaal

Geluid
- PSG General Instrument AY-3-8910
- 3 geluidskanalen, waarvan één ruiskanaal
- 8 octaven

Aansluitingen
- netsnoer
- RF-uitgang
- CVBS (voor aansluiting van een computermonitor)
- datarecorder
- keypad-connector voor een optioneel numeriek toetsenblok
- Centronics-poort voor een printer
- 2 joysticks
- 1 cartridgesleuf